# Meiko Scientific
Meiko Scientific — компания по разработке и производству суперкомпьютеров из Бристоля (Великобритания), основанная членами команды проектировщиков работавшей над микропроцессором транспьютера Inmos (англ.).

## История
В 1985 году, когда руководство INMOS предложило отложить выпуск транспьютера, Майлз Чесни, Девид Элден, Эрик Бэртон, Рой Боттомли, Джеймс Кауни и Джерри Тэлбот уволились и организовали компанию Meiko (в переводе с японского «хорошо продуманный») для работы над массово-параллельной машиной на основе созданного процессора. Девятью неделями позже они продемонстрировали транспьютерную систему, основанную на экспериментальных 16-битных транспьютерах на конференции SIGGRAPH в Сан-Франциско в июле 1985 года.
В 1986 году система на базе 32-битного транспьютера T414 была выпущена под названием Meiko Computing Surface. В 1990 году Meiko продала более 300 машин и разрослась до 125 сотрудников. В 1993 году Meiko выпустила систему второго поколения Meiko CS-2, но в середине 1990-х компания столкнулась с финансовыми трудностями. Команда технических специалистов и технология Meiko перешли в компанию Quadrics Supercomputers (англ.), созданную совместно с Alenia Spazio в Италии в середине 1996 года. В Quadrics технология взаимодействия CS-2 получила дальнейшее развитие и стала называться QsNet. К 2008 году сайт Meiko всё ещё существовал.

## Computing Surface
Meiko Computing Surface (иногда хронологически называемый CS-1) был суперкомпьютером с массовым параллелизмом. Система была основана на микропроцессоре транспьютера INMOS, позднее также использовались процессоры SPARC и Intel i860.
Архитектура Computing Surface включала в себя множество плат с транспьютерами, соединенными вместе линиям связи через спроектированную в Meiko микросхему коммутатора. Выпускались разнообразные платы с различными вариантами транспьютеров, ёмкости ОЗУ и периферии.
Первоначальным программным окружением, поставлявшимся с Computing Surface, была OPS (Occam Programming System) — разработанная в Meiko версия D700 Transputer Development System от INMOS. Вскоре последовала многопользовательская версия — MultiOPS. Позднее Meiko представила M2VCS (Meiko Multiple Virtual Computing Surfaces), многопользовательскую систему управления ресурсами, которая позволяла процессорам Computing Surface быть разделёнными в несколько доменов различных размеров. Эти домены распределялись средствами M2VCS между индивидуальными пользователями, что обеспечивало нескольким работающим одновременно пользователям доступ к их собственным виртуальным Computing Surface. M2VCS использовалась для соединения либо с OPS, либо с MeikOS, Unix-подобной однопроцессорной операционной системой.